# Nacho Martín Blanco
Ignacio de Loyola Martín Blanco (Barcelona, 2 d'agost de 1982), més conegut com a Nacho Martín Blanco, és un periodista, politòleg i polític nascut a Barcelona.

## Trajectòria
El 2008 es llicencia en periodisme a la Facultat de Ciències de la Comunicació Blanquerna (Universitat Ramon Llull) i el 2011 es llicencia en Ciències Polítiques i de l'Administració a la Universitat de Barcelona (UB). Martín Blanco va iniciar-se al món de la comunicació fent pràctiques al diari ABC, a La Vanguardia i a El País. Posteriorment va començar a col·laborar a l'escola de negocis barcelonina IESE Business School i col·labora com a articulista d'opinió en diversos mitjans escrits.
Com a tertulià i articulista participa en espais de mitjans de comunicació com: RAC1, RNE (Ràdio 4), TV3, TVE, Antena 3 (a on participa activament al programa "Espejo Público"). Participa també a "El Món a Rac 1" i a "El Debat de la 1". Actualment també és professor de la Universitat Abat Oliba CEU (UAO CEU) i ha col·laborat en l'organització de diversos cursos acadèmics a la Universidad Internacional Menéndez Pelayo.
Martín Blanco s'ha posicionat públicament a favor de posicions sostingudes per Ciutadans i el Partit Popular. S'ha manifestat contra la immersió lingüística, el procés independentista i en contra del referèndum d'autodereminació.
Sobre la immersió lingüística a Catalunya ha escrit:
| «                     | El PP i Ciutadans proposen un model en el qual el català i el castellà -com llengües pròpies de la majoria dels catalans- i ara també l'anglès tinguin una presència equilibrada, les tres com a llengües vehiculars. No pretenen ni fer desaparèixer el català, ni perpetrar un genocidi lingüístic ni cap de les maldats que els nacionalistes els acostumen a atribuir. per tant, atáqueseles pel que pretenen, el trilingüisme a les aules, però no pel que als nacionalistes els agradaria que pretenguessin | » |
| — Nacho Martín Blanco | |   |

Se l'ha relacionat amb la web Dolça Catalunya i amb l'associació Societat Civil Catalana. És amic personal d'Albert Rivera i molts altres membres de Ciutadans. A les eleccions al Parlament de Catalunya de 2017 fou elegit diputat per Ciutadans, que aleshores va ser la llista més votada. És el portaveu de Ciutadans a la Comissió de Control de la Corporació Catalana dels Mitjans Audiovisuals.
Després dels resultats a les eleccions municipals de 2023 i que el seu partit anunciés que no es presentaria a les eleccions generals del mateix any, Martín Blanco va fer públic que abandonava Ciutadans el mes de juny de 2023. El seu escó al Parlament fou assignat a Marina Bravo.
Quatre dies més tard es va saber que seria cap de llista del Partit Popular a la circumscripció de Barcelona per a les eleccions generals de 2023. Després d'aquests comicis, resulta elegit diputat nacional.